# Heidelberger Akademie der Wissenschaften

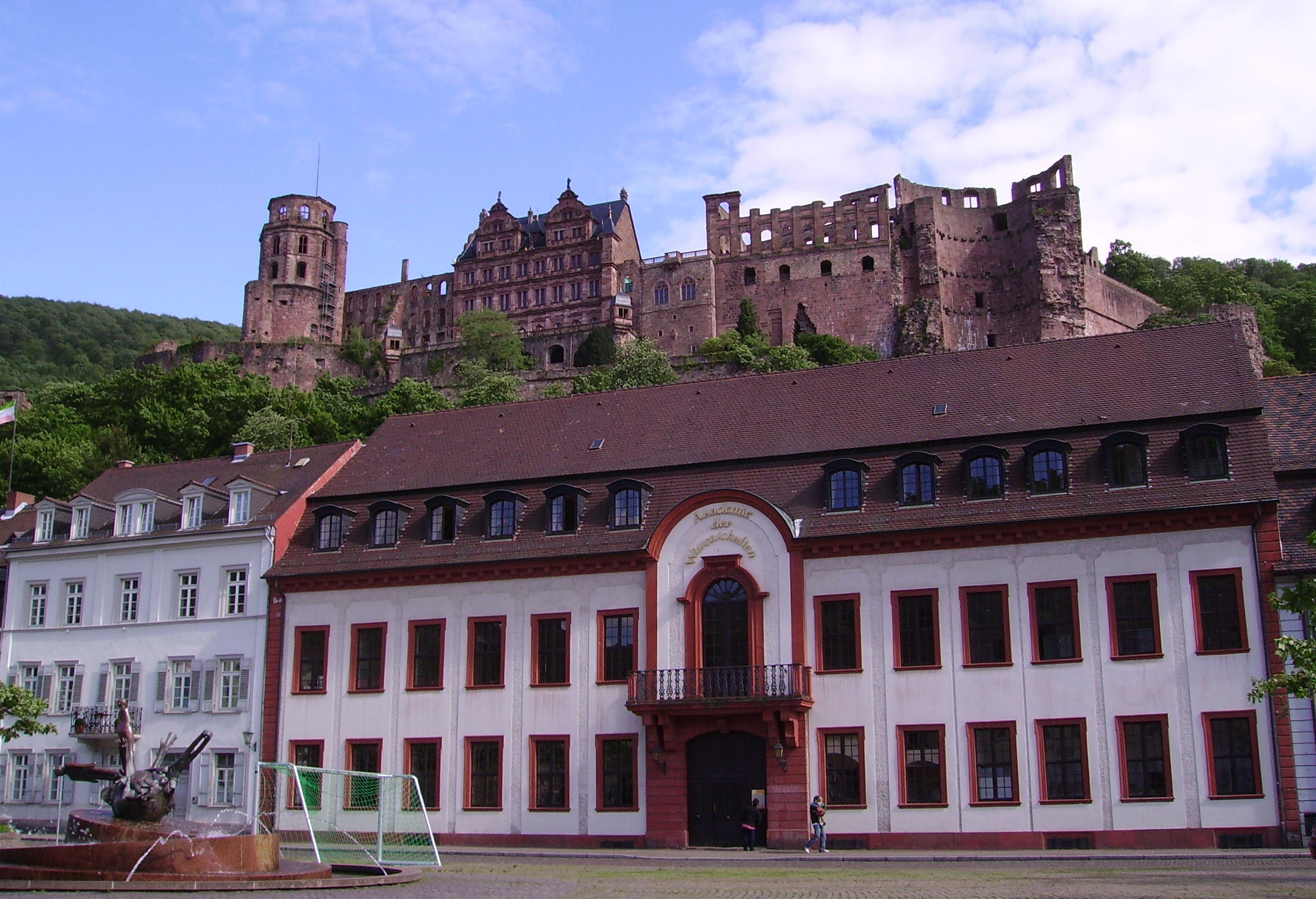
La sede dell'accademia ad Heidelberg

La Heidelberger Akademie der Wissenschaften (Accademia delle scienze di Heidelberg), fondata nel 1909 ad Heidelberg (Germania), è un'assemblea di studenti e scienziati nello stato tedesco del Baden-Württemberg.
L'accademia è membro dell'Union der deutschen Akademien der Wissenschaften (Unione delle accademie delle scienze tedesche).